# Mikael Wiehe
Mikael Christian Wiehe, född 10 april 1946 i Hedvig Eleonora församling i Stockholm, är en svensk musiker, sångare, textförfattare och kompositör. Wiehes texter, inspirerade av bland andra Bob Dylan, kan uppdelas i politiska och personliga. De politiska präglas av vänsterretorik. Wiehe var en förgrundsfigur för den svenska vänsterinriktade musikrörelsen under 1970-talet. Han var nära vän till och spelade ofta tillsammans med Björn Afzelius. De hade bland annat rockgruppen Hoola Bandoola Band tillsammans, en av de främsta svenska progg-grupperna.

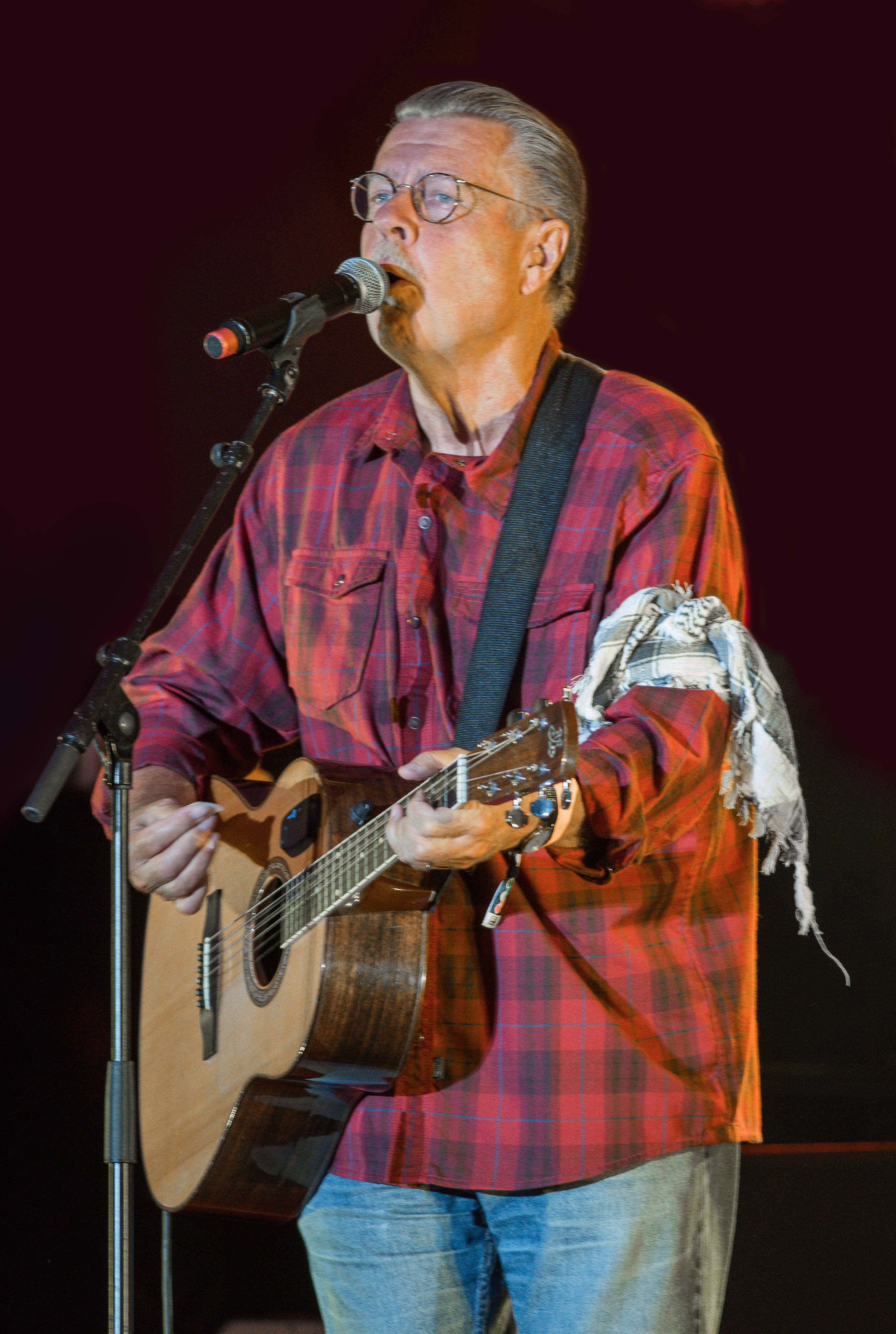
Mikael Wiehe på Stockholm Pride 2014.

## Biografi
Mikael Wiehe föddes i Stockholm men växte upp i Köpenhamn till 1952, och därefter i Ribersborg i Malmö. Fadern Adam Wiehe (1919–1999) var en dansk journalist, modern Estrid, ogift Wråke (1919–1994), en svensk keramiker. Han tog pianolektioner som barn, men är självlärd på gitarr och saxofon. Den första orkester han spelade med var Cooling's Traditional Jazzmen, ett band under ledning av Hans Carling, år 1963. Göran Skytte rekommenderade Wiehe till orkestern. Både Mikael Wiehe och hans bror Thomas Wiehe är barndomskamrater med Skytte. Skytte spelar dragspel, trumpet och flöjt på flera av bröderna Wiehes skivor.
Wiehe spelade tillsammans med Thomas Wiehe och Skytte i jazzorkestern Blunck's Lucky Seven som bildades 1964 och upplöstes 1967 och sedan i The Moccers, ett mer poporienterat band inspirerat av The Beatles och Bob Dylan. The Moccers upplöstes efter cirka två år och Wiehe började då spela med Spridda skurar, där bland annat flera av medlemmarna i Hoola Bandoola Band och även Jacques Werup ingick. Spridda skurar blev inte långlivat, och därefter startades Hoola Bandoola Band.
Efter Hoola Bandoolas upplösning 1976 bildade Wiehe Kabaréorkestern, i vilken bland andra Ale Möller och Göran Skytte ingick. En av Wiehes mest kända låtar, "Titanic", som handlar om Titanics förlisning, skrev han under den här tiden. 1981–1982 spelade han med gruppen Mikael Wiehe, Nyberg, Franck och Fjellis och 1983–1984 med Mikael Wiehe & Co. Han var initiativtagare till ANC-galan på Scandinavium i Göteborg 1985. Åren 1986–1987 spelade han i en duo med Björn Afzelius, och de gav ut ett album.
Wiehe har utöver sitt eget sångskrivande tolkat andra artister, men framför allt tycks han ha fastnat för Bob Dylans sånger. Hans första album med enbart Dylantolkningar, De ensligas allé, kom 1982. I samarbete med Totta Näslund gjorde han skivan Totta & Wiehe – Dylan, som utkom 2006, efter Näslunds bortgång. 2007 kom hans tredje album med översatta Dylanlåtar, denna gång tillsammans med Ebba Forsberg på albumet Dylan på svenska.
Wiehe har under 2007 spelat på en stödgala för Kuba på Ungdomens hus i Malmö. Galan anordnas av Revolutionär Kommunistisk Ungdom och Svensk-kubanska föreningen. Wiehe har sagt att han 1979, vid ett besök på Kuba, såg den kubanska revolutionen "som en önskvärd självklarhet" och att Kuba är bäst på mänskliga rättigheter i Centralamerika. Han har i en artikel i Dagens Nyheter utvecklat sin syn på Kuba. Wiehe har också samarbetat och turnerat med den norske sångaren Åge Aleksandersen.
Sedan 2001 leder Wiehe "Stiftelsen Hela Sverige, Artister mot nazister".
2009 släppte Wiehe skivan Sånger från en inställd skilsmässa, där han för en av de första gångerna är öppen med sitt privatliv. Skivan handlar om hur hans fru var på väg att lämna honom för sin älskare, en annan man, men hur sedan Wiehe och hans fru hittade tillbaka till varandra och därför hann det aldrig gå så långt som till skilsmässa. Detta gav Wiehe stor uppmärksamhet i press, bland annat skrev Svenska Dagbladet om det.
Den 6 juli 2010 sjöng Wiehe i Allsång på Skansen tillsammans med bland andra Eric Saade. I intervjuer berättade Wiehe att han såg inbjudan till Allsång på Skansen som höjdpunkten i sin karriär och att hans målsättning med framträdandet var att "välta regeringen".
Mikael Wiehe har under årens lopp utgivit flera sångböcker, men debuterade i september 2010 som prosaförfattare med boken Aldrig bli som ni. I materialet ingår en cd-box med 16 skivor.
2011 var Wiehe en av deltagarna i Så mycket bättre i TV4. 2020 medverkade Wiehe i SVT:s Jills veranda.
2023 medverkade Wiehe i den svenska filmen Banandansen där han spelade sig själv.
Den 13 augusti 2025 meddelade han i Sommar i Sveriges Radio att han ett och ett halvt år tidigare diagnostiserats med Alzheimers sjukdom.

## Album
Album av Mikael Wiehe. Se även Hoola Bandoola Band. Samlingsskivor är inte inkluderade.
| År   | Titel                                                    | Artist                                      |
| ---- | -------------------------------------------------------- | ------------------------------------------- |
| 1978 | Sjömansvisor                                             | Mikael Wiehe & Kabaréorkestern              |
| 1979 | Elden är lös                                             | Mikael Wiehe & Kabaréorkestern              |
| 1981 | Kråksånger                                               | Mikael Wiehe, Nyberg, Franck & Fjellis      |
| 1982 | De ensligas allé                                         | Mikael Wiehe, Nyberg, Franck & Fjellis      |
| 1983 | Lindansaren                                              | Mikael Wiehe & Co                           |
| 1984 | Mikael Wiehe i Sverige                                   | Mikael Wiehe & Co                           |
| 1985 | Hemingwayland                                            | Mikael Wiehe & Co                           |
| 1986 | Björn Afzelius & Mikael Wiehe                            | Björn Afzelius & Mikael Wiehe               |
| 1988 | Basin Street Blues                                       | Mikael Wiehe                                |
| 1989 | 1989                                                     | Mikael Wiehe                                |
| 1991 | Allt är förändrat                                        | Mikael Wiehe                                |
| 1991 | Mikael Wiehe & Julio Numhauser                           | Mikael Wiehe & Julio Numhauser              |
| 1992 | Det ligger döda kameler i min swimmingpool               | Mikael Wiehe                                |
| 1994 | Trollkarlen                                              | Mikael Wiehe                                |
| 1998 | Sevilla                                                  | Mikael Wiehe                                |
| 2000 | En sång till modet                                       | Mikael Wiehe                                |
| 2004 | Kärlek & politik                                         | Mikael Wiehe                                |
| 2004 | Björn Afzelius & Mikael Wiehe 1993 - Malmöinspelningarna | Björn Afzelius & Mikael Wiehe               |
| 2005 | Främmande land                                           | Mikael Wiehe                                |
| 2006 | Dylan                                                    | Mikael Wiehe & Totta Näslund                |
| 2007 | Dylan på svenska                                         | Mikael Wiehe & Ebba Forsberg                |
| 2008 | 14 akustiske sanger                                      | Mikael Wiehe & Åge Alexandersen             |
| 2008 | Wiehe & Werup                                            | Mikael Wiehe & Jacques Werup                |
| 2009 | Sånger från en inställd skilsmässa                       | Mikael Wiehe                                |
| 2010 | Ta det tillbaka!                                         | Mikael Wiehe                                |
| 2011 | Alla dessa minnen - det bästa av Mikael Wiehe            | Mikael Wiehe                                |
| 2012 | En gammal man                                            | Mikael Wiehe                                |
| 2013 | Isolde                                                   | Mikael Wiehe                                |
| 2014 | Protestsånger                                            | Mikael Wiehe                                |
| 2014 | Hemlösa sånger                                           | Mikael Wiehe                                |
| 2015 | En dubbel Dylan på svenska                               | Mikael Wiehe, Totta Näslund & Ebba Forsberg |
| 2016 | Ring i alla klockor                                      | Mikael Wiehe                                |
| 2017 | Portvakten                                               | Mikael Wiehe                                |
| 2019 | Med kropp och själ                                       | Mikael Wiehe & Ebba Forsberg                |
| 2021 | Den siste mohikanen                                      | Mikael Wiehe                                |

## Musiktryck
- Sånger 1971-79 / Mikael Wiehe ; [bilder: Håkan Lind och Björn Dawidsson ; notskrift och ackordanalys: Lars E. Carlsson]. - Stockholm: LiberFörlag, 1980.
- I Sverige : körarrangemang och texter / Mikael Wiehe ; körarrangemang: Karl Fredrik Jehrlander. Del 1-2. - Malmö: Amtra, 1984.
- 100 sånger. Stockholm: Carlsson, 1993.
- Sångerna. Stockholm: Carlsson, 2002.

## Kända sånger
- "Fred (till Melanie)" (Garanterat individuell, 1971)
- "Vem kan man lita på?" (Vem kan man lita på?, 1972)
- "Keops pyramid" (Vem kan man lita på?, 1972)
- "Jakten på Dalai Lama" (På väg, 1973)
- "Victor Jara" (Fri information, 1975)
- "Titanic (Andraklasspassagerarens sista sång)" (Sjömansvisor, 1978)
- "Flickan och kråkan" (Kråksånger, 1981)
- "...ska nya röster sjunga" (Basin Street Blues, 1988)
- "Den jag kunde va", till Björn Afzelius (Sevilla, 1998)
- "En sång till modet" (En sång till modet, 2000)
- "Det här är ditt land" (översättning, i original av Woody Guthrie) (En sång till modet, 2000)
- "Livet" (Kärlek & Politik, 2004)

## Priser och utmärkelser
- 1988 – Grammis (årets textförfattare)
- 1998 – Evert Taube-stipendiet
- 2000 – Årets skåning
- 2000 – Malmö stads kulturpris
- 2003 – Cornelis Vreeswijk-stipendiet
- 2004 – Grammis (årets visa)
- 2005 – Martin Luther King-priset
- 2005 – Stig Sjödinpriset
- 2007 – Årets republikan
- 2010 – Sydsvenska Dagbladets kulturpris
- 2015 – Jan Myrdals stora pris – Leninpriset[12]
- 2024 – Olle Adolphsons minnespris[13]

### Fotnoter
1. ↑  Sveriges befolkning 1990, CD-ROM, Version 1.00, Riksarkivet (2011).
2. ↑  Wiehe, Mikael C, sångare, kompositör, textförfattare, Malmö i Vem är det / Svensk biografisk handbok / 1993 / s 1182.
3. ↑  År för år på Mikaelwiehe.se. (läst 2011-10-10)
4. ↑  Holm, Joel (18 februari 2007). ”Wiehe hyllar diktaturen Kuba”. 'Kvällsposten'. http://www.expressen.se/kvallsposten/wiehe-hyllar-diktaturen-kuba/. Läst 3 september 2014.
5. ↑  ”Kuba är mera löfte än hot”. 'Dagens Nyheter'. 5 mars 2007. Arkiverad från originalet den 3 september 2014. https://web.archive.org/web/20070316150513/http://www.dn.se/DNet/jsp/polopoly.jsp?d=2502&a=624887.
6. ↑  http://www.svd.se/kulturnoje/nyheter/artikel_2503819.svd
7. ↑  ”Wiehe vill sjunga bort regeringen”. Dagens Nyheter. http://www.dn.se/kultur-noje/film-tv/wiehe-vill-sjunga-bort-regeringen. Läst 5 juli 2010.
8. ↑  ”Bred artistmixi Allsång på Skansen”. Sydsvenskan. Arkiverad från originalet den 12 november 2011. https://web.archive.org/web/20111112075628/http://www.sydsvenskan.se/kultur-och-nojen/article897005/Jakob-Hellman-med-i-Allsang-pa-Skansen.html. Läst 10 augusti 2010.
9. ↑  ”Sverigepremiär för svenska långfilmen BANANDANSEN”. Mynewsdesk. https://www.mynewsdesk.com/se/city-of-malmoe/pressreleases/sverigepremiaer-foer-svenska-laangfilmen-banandansen-3227713. Läst 15 februari 2023.
10. ↑  Amela Mahović (13 augusti 2025). ”Har fått diagnosen alzheimer” (på svenska). Sveriges Radio. https://www.sverigesradio.se/artikel/mikael-wiehe-har-fatt-diagnosen-alzheimer. Läst 13 augusti 2025.
11. ↑  ”Jag har alzheimer” (på svenska). SVT Kultur. 13 augusti 2025. https://www.svt.se/kultur/mikael-wiehe-jag-har-alzheimer. Läst 13 augusti 2025.
12. ↑  ”Mikael Wiehe | Leninpriset”. http://www.leninpriset.se/pristagare/mikael-wiehe/. Läst 3 mars 2020.
13. ↑  ”Wiehe belönas med minnespris för sina visor”. Sydsvenskan. 18 april 2024.